# Alle anderen
Alle anderen ist ein deutscher Spielfilm aus dem Jahr 2009 von Regisseurin Maren Ade. Das Beziehungsdrama mit Birgit Minichmayr und Lars Eidinger in den Hauptrollen wurde auf der Berlinale 2009 uraufgeführt und gewann dort den Großen Preis der Jury. Birgit Minichmayr erhielt den Silbernen Bären als beste Darstellerin.

## Handlung
Gitti und Chris kommen sich beim gemeinsamen Urlaub auf Sardinien im Haus von Chris’ Eltern immer wieder in die Haare. Trotz dieser kleinen Streitereien waren sie bis jetzt immer ein glückliches Paar und konnten auch schöne Zeiten miteinander haben. Doch dann trifft das ungleiche Paar auf Sana und Hans, den Chris seit seinem Architekturstudium kennt. Die anderen geben das perfekte Paar ab; hinter einer modernen Fassade verstecken sie eine klare Rollenverteilung. Das imponiert Gitti und Chris. Chris versucht nun auch die starke Rolle in der Beziehung zu übernehmen und geht darin voll auf. Gitti ist befremdet von dieser neuen Seite ihres Freundes, versucht sich jedoch seinen Erwartungen anzupassen.

## Kritik
„Mit akribischer Genauigkeit und intimer Nähe zu den hervorragend gespielten Figuren verfolgt der Film den Zersetzungsprozess einer Beziehung im Spannungsfeld zwischen Sehnsüchten und Erwartungen, inneren Unsicherheiten und gesellschaftlichen Mustern. Der tragikomische, mit minutiöser Präzision inszenierte Geschlechterkampf spiegelt eindrucksvoll das Dilemma einer Generation, der mehr Freiheit zur Selbstverwirklichung offen steht als je zuvor, die sich aber schwer tut, Verbindlichkeiten einzugehen und auch Enttäuschungen auszuhalten.“

## Hintergrund
Die Dreharbeiten zu Maren Ades zweitem Langfilm fanden im Spätsommer 2007 auf Sardinien statt. Der deutsche Kinostart war am 18. Juni 2009. Etwa 193.000 Kinobesucher sahen den Film in Deutschland, europaweit waren es insgesamt 330.000.

## Festivals
Alle anderen (internationaler englischer Titel: Everyone Else) wurde weltweit auf mehr als 40 Filmfestivals gezeigt, unter anderem: 
- Internationale Filmfestspiele Berlin 2009, Wettbewerb
- Buenos Aires International Festival of Independent Cinema 2009
- Crossing Europe Linz 2009
- Bozner Filmtage 2009
- 5. Festival des deutschen Films in Ludwigshafen 2009
- Vancouver International Film Festival 2009
- New York Film Festival 2009
- São Paulo International Film Festival 2009
- Sydney Film Festival 2009

## Auszeichnungen
- Silberner Bär – Großer Preis der Jury, Internationale Filmfestspiele Berlin 2009
- Silberner Bär – Beste Darstellerin Birgit Minichmayr, Internationale Filmfestspiele Berlin 2009
- Femina Film Preis für das beste Szenenbild, Internationale Filmfestspiele Berlin 2009
- Filmstiftung NRW Schnitt Preis Spielfilm 2009 an Heike Parplies
- Nominierungen für den Deutschen Filmpreis 2010 in den Kategorien Programmfüllende Spielfilme, Beste Regie (Maren Ade) und Beste darstellerische Leistung – weibliche Hauptrolle (Birgit Minichmayr)
- Die Deutsche Film- und Medienbewertung FBW in Wiesbaden verlieh dem Film das Prädikat besonders wertvoll.